# Rata viscatxa
La rata viscatxa (Octomys mimax) és una espècie de rosegador histricomorf de la família Octodontidae, l'única del gènere Octomys. Viu a l'Argentina i Xile.